# 藤村記念館 (岐阜県)
藤村記念館（とうそんきねんかん）は、かつて中山道の宿場町であった信州木曽谷馬籠宿（現在の岐阜県中津川市馬籠4256-1）本陣にあった島崎藤村の実家跡地に建てられた文学館である。藤村堂ともいう。2015年現在館長は鈴木昭一。
島崎藤村の生家は馬籠宿の本陣であったが、1895年（明治28年）の大火で焼失した。その本陣跡に1947年（昭和22年）、建築家谷口吉郎の設計により建てられた。その後、1950年（昭和25年）に、博物館運営のため財団法人藤村記念郷を設立。1952年（昭和27年）には、藤村の長男である島崎楠雄から約5000点の資料を寄贈され、長野県内の教員や小中高生の寄付を受け日本初の文学館として開館した。

## 概要
藤村の祖父母の隠居所、ふるさとの部屋（ビデオコーナー）記念文庫（研究室）、第二文庫（企画展示室）、 第三文庫（常設展示室）の建物からなり、『嵐』『夜明け前』などの作品原稿、遺愛品、周辺資料、明治大正詩書稀覯本コレクションなど約6000点を所蔵している。
常設展示室には処女詩集『若菜集』から絶筆『東方の門』までを展示。終焉の地、神奈川県中郡大磯町の書斎を復元している。
岐阜県より博物館に相当する施設（指定施設）として指定されている。また、岐阜県独自の岐阜県まちかど美術館・博物館に登録されている。
- 開館時間：4月 - 11月は8:30-17:00、12月 - 3月は9:00-16:00
- 休館日：12月第2火曜日、水曜日、木曜日と年末年始
- 入館料：大人（高校生以上）500円、小人（小中学生）250円　※ 団体・障害者割引あり。

藤村記念堂は2016年にDOCOMOMO JAPAN選定 日本におけるモダン・ムーブメントの建築に認定されている。

## 所在地
- 岐阜県中津川市馬籠4256-1

## アクセス
- 公共交通機関  JR中央本線（中央西線）中津川駅から北恵那交通バス・馬籠行き馬籠バス停より徒歩
- 乗用車 中央自動車道中津川インターチェンジより国道19号で木曽福島方面へ

## 評価
建築家の青木淳は、藤村記念館について「素晴らしいのは、すでに焼失していた本陣跡地にではなく、そこを空地のまま残し、脇の余地に細長い建築を加えることをもって、『記念堂』としたことである」と述べている。